# Ellac
Ellac (auch Ellak genannt; † 454 in der Schlacht am Nedao in Pannonien) war der älteste Sohn des Hunnenkönigs Attila. Nach seinem Tod zerfiel das Reich der Hunnen.

## Leben
Über Ellacs Leben ist nur wenig bekannt. Die biografischen Daten und Fakten über ihn beruhen ausschließlich auf den Getica des Jordanes († nach 552) und dem fragmentarisch erhaltenen Geschichtswerk des Priskos (2. Hälfte des 5. Jahrhunderts).
Erstmals wird über Ellac berichtet, als ihn sein Vater als Herrscher beim Stamm der Akatziren einsetzte, eines in mehrere Stämme aufgeteilten Volkes, dessen Wohnsitz im Gebiet zwischen dem (nördlichen) Kaukasus und der heutigen östlichen Ukraine lag. Die Inthronisation Ellacs dürfte das Resultat eines siegreichen Kriegszuges seines Vaters gewesen sein. Attilas Versuch, eine hunnische Sekundogenitur für seinen Sohn einzurichten, war offenbar kein dauerhafter Erfolg beschieden, denn 449 weilte Ellac bereits wieder im Hoflager seines Vaters; und danach ist in den Quellen von einer hunnisch-akatzirischen Verbindung nicht mehr die Rede.
Nach Attilas Tod (453) stritten seine Söhne um das Erbe ihres Vaters. Wie Jordanes berichtet, einigten sie sich schließlich darauf, die zahlreichen (Volks-)Stämme (gentes), die den Hunnen untertan waren, unter sich aufzuteilen. Gegen diese Erbfolgeregelung, die darauf hinauslief, „daß kriegerische Könige mit ihren Völkern wie Leibeigene verlost würden“, regte sich allerdings Widerstand. Unter der Führung des Gepidenkönigs Ardarich, eines der treuesten Vasallen Attilas, bildete sich eine Koalition der Unzufriedenen, der mehrheitlich germanische Stammesführer und ihre Krieger angehörten. Diese Koalition besiegte die von Ellac und seinen Brüdern geführte und überwiegend aus Hunnen bestehende Streitmacht 454 in der Entscheidungsschlacht am Fluss Nedao in Pannonien. Jordanes zufolge fiel Ellac in dieser Schlacht nach tapferem Kampf.
Mit Ellacs Tod war „die Perspektive für eine Fortexistenz des […] Hunnenreiches unter neuen Vorzeichen“ endgültig erloschen. Die übrigen Söhne Attilas verfügten nach dieser Niederlage weder über die militärische Potenz noch die persönliche Autorität, um den Kampf um das väterliche Reich erneut aufnehmen zu können. „Der riesige «Stammesschwarm»,“ den das Hunnenreich dargestellt hatte, „zerfiel jetzt binnen kurzer Zeit in seine Bestandteile.“
Siehe auch: Völkerwanderung